# Tholosgrab von Los Delgados

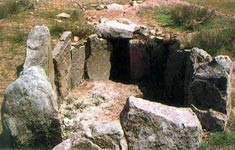
Tholosgrab von Los Delgados

Das Tholosgrab von Los Delgados (auch El Dorado oder La Coronada genannt) wenige Kilometer südwestlich von Fuente Obejuna am Oberlauf des Río Guadiato in der Provinz Córdoba in Andalusien in Spanien gehört zu einer Reihe megalithischer Nekropolen im Alto Valle del Guadiato. Das auf dem Los-Delgados-Anwesen befindliche Ensemble besteht aus mindestens vier Megalithanlagen aus dem Chalkolithikum in ungleichem Erhaltungszustand.
Das ovale Tholosgrab von etwa 4,0 m Länge, 2,6 m Breite und 2,2 m maximaler Höhe besteht aus einer Kammer, die von insgesamt 16 schmalen Granitorthostaten unterschiedlicher Höhe gebildet wird. Über die Deckenausführung sind keine Aussagen möglich. Der etwa 3,0 m lange, 0,75 m breite und 1,1 m hohe gerade axiale Gang ist in Bezug auf die Kammerachse nach Norden versetzt. Die Wände sind, anders als in der Kammer, aus Mauerwerk im Wechsel mit Platten errichtet. Das Verkippen einiger lässt darauf schließen, dass sie nicht tief eingegraben bzw. schlecht verkeilt sind. Im Zugangsbereich, der mittels einer Mauer abgeschlossen war, befinden sich zwei kleine, schmale, langgestreckte Platten im rechten Winkel zu denen des Ganges. Die Abdeckung des Ganges ist erhalten und besteht aus fünf Platten. Die Ausrichtung des Ganges nach Osten zweigt nach Nordosten ab. Der Boden der gesamten Struktur ist mit Platten gepflastert und es scheint, dass die Kammer ursprünglich von Nischen umgeben war, die menschliche Knochenreste und andere Materialien enthielten. Der etwa 2,1 m hoch erhaltene Tumulus misst etwa 45,0 × 40,0 Meter.
Das ovale Tholosgrab wurde in den 1950er Jahren von seinem ehemaligen Besitzer ausgegraben.
In der Nähe liegt die prähistorische Stadt La Caraveruela.